# František Provazník (fotograf)

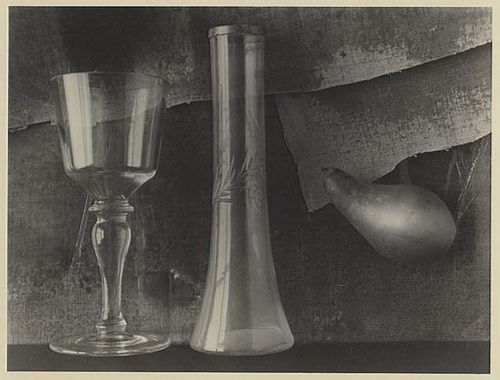
František Provazník: Zátiší

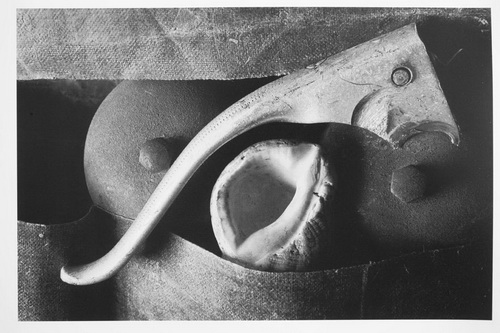
František Provazník: z cyklu Kassandra's Box, Oxford, 1993-94

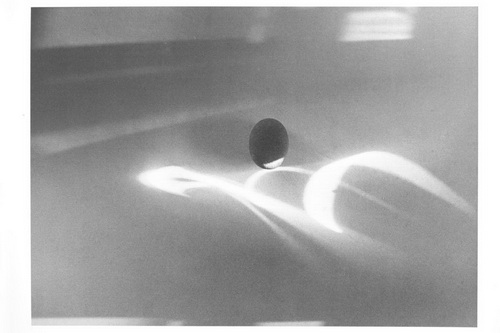
František Provazník: Pád II, Oxford, 1983

František Provazník (7. února 1948, Praha) je český fotograf a veslař, reprezentant Československa, olympionik, který získal bronzovou medaili z Olympijských her v Mnichově 1972 v nepárové čtyřce s kormidelníkem. Profesionální a uměleckou fotografií se zabývá již 30 let včetně patnáctiletého pobytu v Londýně a Oxfordu. Má za sebou celou řadu samostatných i společných výstav v Anglii a v Čechách.

## Fotografie
Po dvouletém kurzu fotožurnalistiky vystudoval v letech 1974-1979 obor fotografie na FAMU. Věnuje se převážně kulinární, reklamní a portrétní fotografii. Portrétoval známé osobnosti, mezi které patřili například: Benazir Bhutto, Iris Murdoch, John Rothenstein, Richard Branson, John le Carré, Peter Bowles, Barry Humphries, Muhammad Ali a další. Z Čechů například Václav Havel, Bohumil Hrabal nebo Dana Zátopková.
Provazník se věnuje fotografickému zátiší, jehož kompozice čerpá z tradic českého kubismu, ale také z poetiky surrealismu se smyslem pro iracionální významy nečekaného, výtvarně objevného spojení věcí. Jejich kombinací se dotýká mystiky symbolismu. Své snímky zpracovává klasickou technikou v temné fotokomoře. O Provazníkových portrétních fotografiích prohlásil Jan Kříž, člen Katedry teorie a dějin umění AVU, že v nich dosahuje maximálního mistrovství jak v citlivé práci s objemem, tak i svým způsobem zúčastněným ponorem do nitra osobnosti – duše portrétovaného. Od roku 1996 se v Čechách specializuje na kulinární fotografii (spolu s Janou Vaněčkovou).
Jeho díla jsou součástí například státních sbírek Tate Gallery, londýnského Victoria and Albert Museum a Národní portrétní galerie nebo Zlatého fondu české fotografie. Fotografie a články publikoval mimo jiné v Daily Mail, The Spectator, Amateur Photographer, Oxford Mail, The Guardian, Creative Camera, Art & Artists, Sunday Times, Vanity Fair, Art Line, Time Out, Photography, Oxford Times (Anglie), Revue K (Francie), Zeit Magazine, Männer Vogue (Německo), De Leidse Post, Eids Dagblad (Holandsko) a dalších. V České republice v časopisech Bauer Media, Burda Praha, Sanoma a dalších.
Mezi jeho významné zákazníky patří například Sanoma, Burda, Europress k.s. (Bauer Media), Coty, Lowe GGK, Mark BBDO, Quo Group, JMP - studio zdravého spaní, ČEZ, Interspar, Albert, Zepter, Vitana, Dr.Oetker, Agropol Food, Nestlé (Orion), Playboy, Wrigley, Estée Lauder, Krenotech, Narex, Zentiva, CreditLyonnais Bank, Brazil Embassy ad. Ze zahraničních klientů jsou to společnosti BBC TV, British Telecom, Solid State Logic, Essex Ambulance Service, National Health Service, Oxford University Press, A.A. Knopf (New York), Hodder and Stoughton (Londýn, Sydney, Toronto), Andre Deutsch (Londýn), Bonniers (Švédsko) ad.

## Výstavy

### Samostatné výstavy
- 1984 The Faces (Portréty) – Playhouse Theatre, Oxford, Anglie
- 1985 Photographs (Fotografie) – Templeton College, Oxford, Anglie
  - Assemblage (Asambláže) – Untitled Gallery, Sheffield, Anglie
  - Aspects of Still Life (Aspekty zátiší) – Axion Gallery, Cheltenham, Anglie
- 1986 Still Life (Zátiší) – Gardner Centre, Brighton, Anglie
  - Still Life (Zátiší) – Photo Gallery, Cardiff, Anglie
- 1996 Fotky - Kabinet výtvarného umění, Benešov, Česko
- 2000 Fotografická zátiší, Humpolec, Česko
- 2005 Zátiší – Malostranská beseda, Praha, Česko
- 2008 Obraz ve fotografii, Muzeum umění a designu, Benešov, Česko
  - Obraz ve fotografii, Felix Figura, Praha, Česko
- 2009 Mušle, Ars Pragensia, Praha, Česko

### Skupinové výstavy
- 1982 The Third Meaning (Třetí význam) – Museum of Art, Oxford, Anglie
  - Ten Oxford Artists (Deset oxfordských umělců) – Museum de Lakenhal, Leiden, Holandsko
- 1984 Six Artists (Šest umělců) – Oxford Polytechnic, Oxford, Anglie
  - Sequences (Série) – Cambridge Darkroom, Cambridge, Anglie
  - Group Six (Skupina šesti) – Orleans House Gallery, London, Anglie
- 1985 Sequences (Série) – Watershed Gallery, Bristol, Anglie
  - Three Citis (Tři města) – Waaggenbouw, Leiden, Holandsko, Oxford, Anglie
  - Five Artists (Pět umělců) – Trinity College, Oxford, Anglie
- 1987 Flowers (Květiny) – Anne Berthoud Gallery, Cork Street, London, Anglie
  - Salon of Contemporary British Photography (Salon současných britských fotografů), Bristol, Anglie
- 1992 Česká fotografie v exilu – Mánes, Praha, Česko
- 1993 Introducing (Představování) – Association of Profesional Photographers, London, Anglie
- 1996 Salon výtvarníků Benešovska – Muzeum umění a designu, Benešov, Česko
  - Kožkyn s.r.o. – Kabinet výtvarného umění, Benešov, Česko
- 1999 Leica Gallery - Ambit, Praha, Česko
- 2000 Salon výtvarníků Benešovska – Muzeum umění a designu, Benešov, Česko
- 2001 Obrazy F. Mrkvičky a fotografická zátiší F. Provazníka, Vlašim, Česko
- 2002 Salon výtvarníků Benešovska – Muzeum umění a designu, Benešov, Česko
- 2006 Jídlo – Malostranská beseda, Praha, Česko
  - Salon výtvarníků Benešovska – Muzeum umění a designu, Benešov, Česko
- 2010 Papoušek Felix, Felix Figura, Praha, Česko

## Zastoupení ve sbírkách
- Muzeum umění a designu Benešov

## Galerie

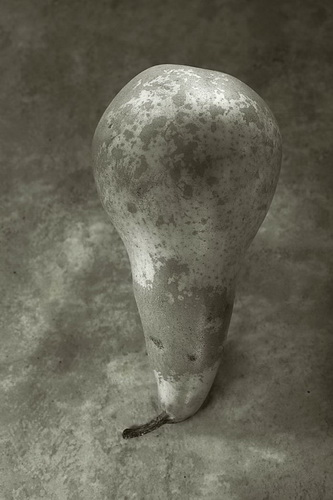
Hruška
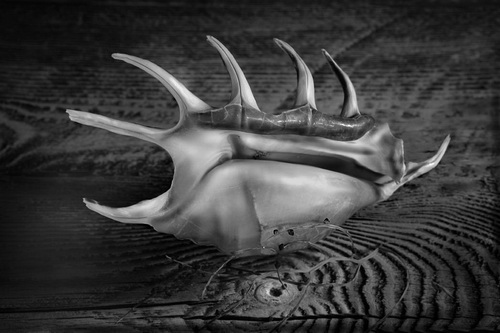
Mušle
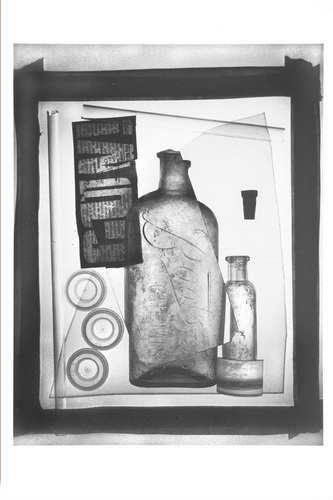
Pocta Juanu Grisovi, Oxford, 1991